# بايتليز
بايتليز، (Beatless) هي سلسلة روائية يابانية من كتابة ساتوشي هاسي وتوضيح ريدجواس. حصلت السلسلة على مانغا تم عرضها منذ 2012. بالإضافة إلى أنها حصلت على أنمي متلفز يتم عرضه من قبل ديوميديا.

## الشخصيات
أراتو إيندو (遠藤 アラト Endō Arato)
أداء صوتي: Takuto Yoshinaga
أراتو هو بطل السلسلة، تغيرت حياته بعدما أنقذته لاسيا، شرط أن يصبح تابعها الخاص
لاسيا (レイシア Reishia)
أداء صوتي: ناو توياما
لاسيا هي آلة أصبح أراتو يمتلكها بعدما أنقذته من إلكترونيات تستحود عليه.
كوكا (紅霞 Kōka)
أداء صوتي: Misako Tomioka
زهرة الثلج (スノウドロップ Sunōdoroppu)
أداء صوتي: هيرومي إغاراشي
ساتورنوس (サトゥルヌス Saturunusu)
أداء صوتي: Shino Shimoji
ميتود (メトーデ Metōde)
أداء صوتي: سورا أماميا
ريو كايداي (海内 遼 Kaidai Ryō)
أداء صوتي: كايتو إيشيكاوا
كينغو سوغوري (村主 ケンゴ Suguri Kengo)
أداء صوتي: دايكي ياماشيتا
يوكا إيندو (遠藤 ユカ Endō Yuka)
أداء صوتي: Saki Ono
يوكا أخت أراتو الصغرى.
شيوري كايداي (海内 紫織 Kaidai Shiori)
أداء صوتي: Uki Satake
أولغا سوغوري (村主 オーリガ Suguri Olga)
أداء صوتي: Yuuki Wakai
أريكا باروس (エリカ・バロウズ Erika Barōzu)
أداء صوتي: Emiri Sumaya

## ميديا

### رواية
قام Satoshi Hase بكتابة الرواية وتم نشرها في مجلة كادوكاوا شوتين في 2012 ،ثم نُشرت بعدها على شكل كتاب ((ردمك 978-4-04-110290-09)).

### مانغا
تم تجزئة الرواية إلى ثلاث أجزاء، كتبت Kagura Uguisu جزئين منها Beatless: Dystopia ونشرت في مجلة الشونين شونن إيس مابين 2012 و 2013.

### أنمي
تم عرض الأنمي ابتداءا من 12 يناير 2018 في استوديوهات ديوميديا بإخراج سيجي ميزوشيما.سيتم عرض الأنمي في 24 حلقة.
| الحلقة | العنوان                                                | تاريخ العرض    |
| ------ | ------------------------------------------------------ | -------------- |
| 1      | "العقد" ("keiyaku" ("契約"                             | 13 يناير 2018  |
| 2      | "الإختراق التناطري" ("anarogu hakku" ("アナログハック" | 20 يناير 2018  |
| 3      | سوف تكون لي" ("私にされます")                          | 27 يناير 2018  |
| 4      | "العالم الآلي" ("jidō sekai" ("自動世界"               | 3 فبراير 2018  |
| 5      | "أسلحة المتعاقدين الخارجيين"                           | 10 فبراير 2018 |
| 5.5    | "إنقطاع_1"                                             | 17 فبراير 2018 |
| 6      | "قرية هيغينز"                                          | 24 فبراير 2018 |
| 7      | "الصبي يلتقي بالإباحية"                                | 3 مارس 2018    |
| 8      | "إيقاظ الجميلة النائمة"                                | 10 مارس 2018   |
| 9      | "مكان وجودي"                                           | 17 مارس 2018   |
| 9.9    | "إنقطاع_2"                                             | 24 مارس 2018   |
| 10     | "المساكن والضواحي"                                     |                |

## مواقع خارجية
• الموقع الرسمي
• 'Beatless' في animenewsnetwork